# 琥珀酸氢诺龙酯
琥珀酸氢诺龙酯（英語： 或 ，商品名有：Anabolico、Menidrabol）是一种有机化合物，化学式C
22H
30O
5，属于诺龙（19-去甲睾酮）的17β琥珀酸单酯，为雄激素酯药物。